# De Bogt fen Guné
De Bogt fen Guné is een café in de Friese stad Franeker, waarvan de historie teruggaat tot 1593. De naam Bogt van Guné wordt voor het eerst vermeld in een stuk uit 1686. De herberg stond dicht bij de in 1585 gestichte Universiteit van Franeker en werd door studenten druk bezocht. In 1811 werd de universiteit opgeheven, in 1936 verklaarde de Federaasje fan Fryske Studinteferienings het café tot Studinte Weardshûs en voegde er later aan toe: it âldste fan Nederlân. Het pand aan de Vijverstraat 1 is een rijksmonument.

## Enkele eigenaren en pachters
Op de plek waar nu de Bogt fen Guné staat, had Carel van Sternsee, destijds adellijke bewoner van het Sjaerdemaslot, een pand laten bouwen. Tot 1676 bleef het pand in bezit van dit adellijk geslacht. In dat jaar werd het gekocht door de kooplieden Popke Luitjens Roorda en Thomas Hiddes Westerp. Toen zij in 1686 het pand aan Trijntje Gerrits verkochten werd in de akte voor het eerst de naam De Bocht van Guinea genoemd. Tot 1712 werd het pand door de eigenaren verhuurd, vanaf dat jaar was het gebruikelijk dat de eigenaar ook de herbergier was.
De eerste huurder was in 1593 Jan Simensz, die er de herberg ’t Gulden Cruijss begon. Pijtter Johannes Coeningh kreeg de pacht in 1615 en in 1621 was Frans Gerrits de volgende. Deze laatste nam de naam van zijn eerdere herberg mee naar de Vijverstraat: De Witte Swaen. Diverse huurders volgden zonder dat er een naam van de herberg werd genoemd, tot vanaf 1686 bij transacties e.d. altijd de naam De Bocht van Guinea werd genoteerd.
In 1690 werd de herberg omschreven als ‘huis, tapperij, nieuwe schuur en paardenstalling’.
  
De herbergier Wouter Wincent kreeg in 1696 te maken met studenten  die ’s nachts na drie uur naar binnen wilden. Toen hij dat weigerde probeerden ze met geweld binnen te komen, waarbij de ze blinden voor de ramen beschadigden en het raam boven de voordeur met een steen ingooiden. De universiteit onderzocht de kwestie.
In 1737 kochten Jan Clases en Sijtske Goris de herberg van Dirck Pytters van Helder en Cornelia Jacobsdr. Ze namen daarbij ook de inventaris over: tin, hooi, turf, tafels, banken en glazen. Er was een nieuwe stalling gebouwd en de zaak liep uitstekend; ‘veel ter neering’. Jan en Sytske waren in 1722 burger van Franeker geworden.
 
De ‘Bocht van Guine’ werd in 1764 een toevluchtsoord voor een Harlinger koopman. Hij werd op straat door een student met een wandelstok zo hevig geslagen dat hij op de vlucht sloeg en zich verstopte in de achterkamer van de herberg. Daar werd hij in het nauw gedreven door inmiddels een groepje studenten en hij liep verscheidene  verwondingen op. De universiteit onderzocht de kwestie.
  
Claes Jans, de zoon van Jan Clases nam in 1776 de zaak over en hij gebruikte als eerste de achternaam Bogtstra.
Vanaf 1809 exploiteerde de familie Osinga de zaak, waarbij het herbergierschap ook via de vrouwelijk lijn werd voortgezet. In 1919 kwam de zaak in handen van de familie Alkema. Na een roerige tijd op financieel gebied nam in 1928 Brouwerij De Klok uit Enschede het bedrijf over. De paardenstalling was inmiddels een autogarage geworden. Een jaar later werd Rinse Alkema door De Klok aangesteld als kastelein. Onder hem leefde de Bogt van Guné weer op en Rinse kreeg de erenaam ‘baas Bogt’. In 1956 volgde zijn zoon Tjalling hem op. In 1973 werd Folkert Kuperus bedrijfsleider en in 1991 kocht hij De Bogt fen Guné.

## Familielegende

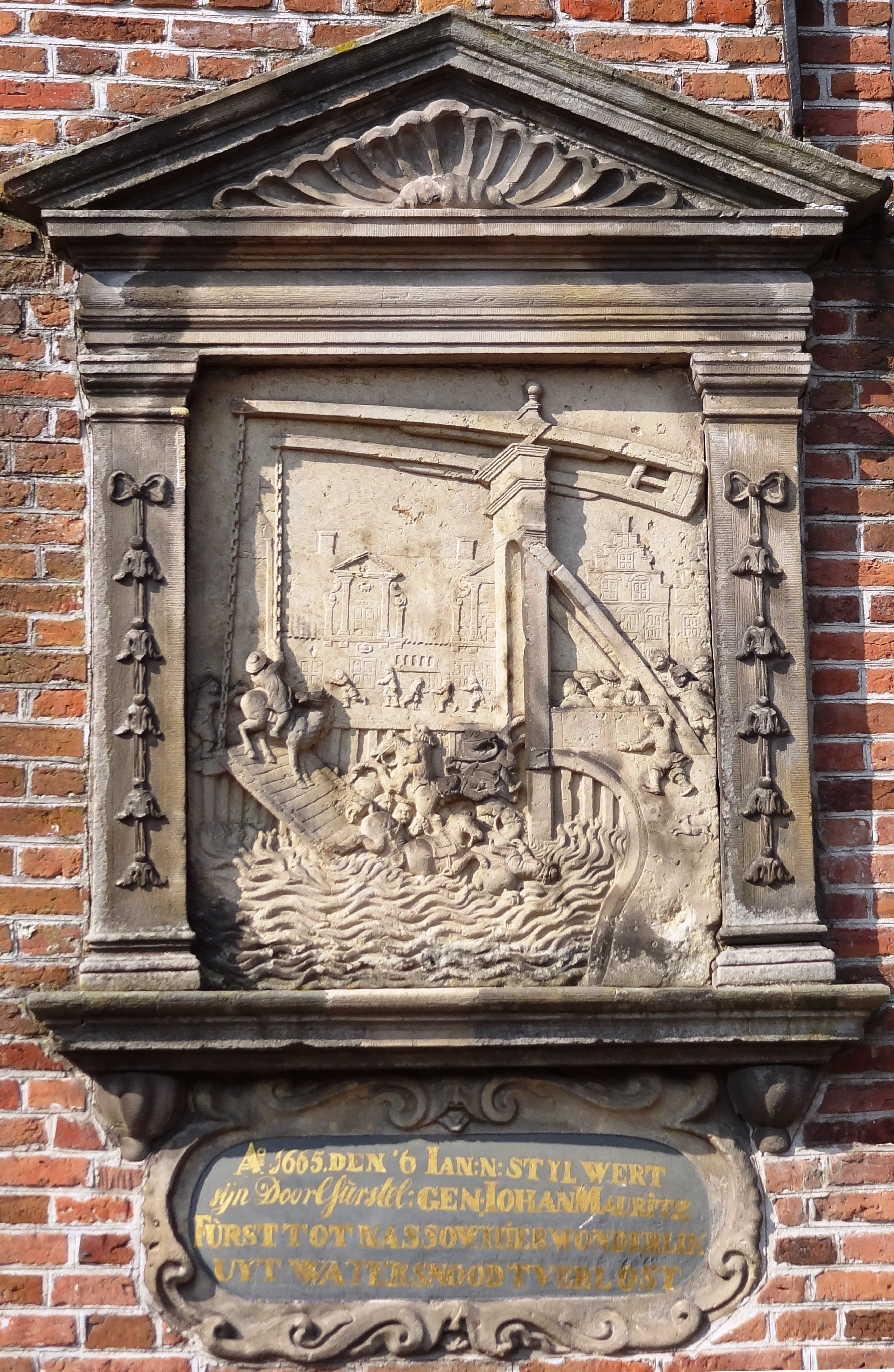
Johan Maurits van Nassau-Siegen zakt door de brug in Franeker

In de eerste helft van de 20e eeuw speelde de vraag ‘waar komt de naam Bogt van Gunee vandaan’? 
In 1929 publiceerde P. Janzen het verhaal dat Jan Bogtstra hem daarover had verteld. Vervolgens werd dat door anderen steeds mooier gemaakt. Het gaat ongeveer als volgt.
Een Harlinger zeekapitein, Jan Alesz, die op kust aan de Golf van Guinee zijn fortuin had gemaakt, had in de tweede helft van de 17e eeuw het logement gekocht. Voor de naam zou hij hebben getwijfeld  tussen ‘In de Stad Harlinghen’ en ‘In Oostinjen’. Hij kwam op een ander idee nadat hij in 1665 in contact was gekomen met Johan Maurits van Nassau-Siegen, die net als hij bekend was met het gebied bij de Golf van Guinee.

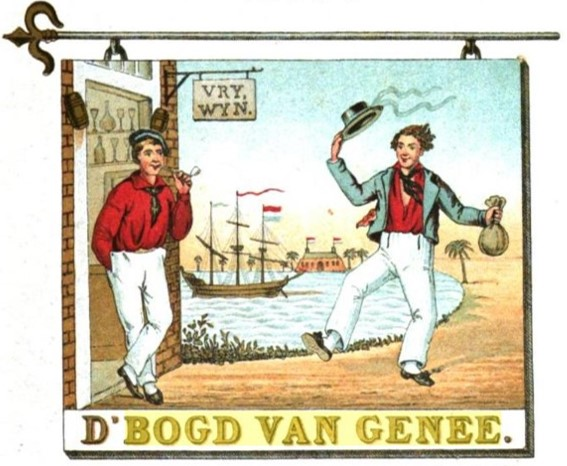
Uithangbord van kroeg genoemd naar de Bocht van Guinea aan de Goudkust

Deze Johan Maurits werd in 1665 enige maanden in Franeker op het Martenahuis verpleegd, nadat hij in de Dijkstraat met zijn gevolg door een brug was gezakt, zwaar gewond was geraakt en bijna verdronken. (Hij had in Leeuwarden de begrafenis bijgewoond van de Friese stadhouder Willem Frederik en was op weg naar Harlingen.)
Tijdens zijn revalidatie kreeg hij bezoek van adellijke kennissen en professoren, maar toen hij weer in staat was herbergen te bezoeken, kon hij bij Jan Alesz herinneringen ophalen over het gebied dat zij beide kenden. Daarna zou Jan Alesz hebben besloten de herberg Bogt van Guné te noemen.
Dit verhaal is vele malen in diverse vormen overgeschreven. Jan Alesz is niet door Bogstra genoemd, dat is een latere toevoeging. Het hele verhaal steunt niet op historisch materiaal. Er is nooit een herbergier Jan Alesz in Franeker geweest en over contact tussen Johan Maurits en een herbergier is niets bekend. Maar bij de familie Bogtstra, die hun achternaam hadden ontleend aan de naam van de herberg, is de kern van het verhaal vaak verteld.
De naam Bocht van Guinea was één van de vele koloniale namen, waarmee herbergen, pakhuizen e.d. zich tooiden in het Nederland van de 17e eeuw. Nadat in 1637 de Afrikaanse Goudkust tot Nederlands gebied was verklaard, werd De Bocht van Guinea (met verschillende schrijfwijzen) populair. In havenplaatsen als Hoorn en Amsterdam waren er herbergen met die naam, in o.a. Leiden, Den Haag, Groningen en Goes was er een straat zo genoemd. In Franeker woonden mensen die in koloniale gebieden waren geweest. Zo kocht omstreeks 1670 een uit Oost-Indië gekomen rijke koopman het Egmondshuis aan de Dijkstraat. En dan waren er nog de vele buitenlandse studenten aan de Franeker universiteit die wisten wat er in de wereld te koop was.
Elke kastelein in Franeker kon destijds weten wat er speelde aan de Goudkust bij de Golf van Guinee en overwegen zijn herberg zo te noemen.

## De gebouwen
Uit de omschrijving bij de oudere verkopen gaat het meestal om een huis met tapperij, een schuur en een paardenstalling. In 1678 werd een oude smederij ten zuiden van de herberg gesloopt en die ruimte werd gedeeltelijk gebruikt voor een nieuw woonhuis tegen de zuidgevel. Daar weer tegenaan werd in 1735 een nieuwe paardenstalling gebouwd.

In een rapport van monumentenzorg uit 1902 staat dat de voorgevel van de Bogt van Guinee tussen 1750 en 1775 is verbouwd van trapgevel naar klokgevel. In de gevel zat een afbeelding van een ooievaar, die in de jaren 1930 nog aanwezig was.
 
In 1939 werd er een nieuwe pergola gezet op de plaats van de oude serre. Verder werd de muur van de oude doorrit een meter teruggezet en in de nieuw opgemetselde muur kwam een ronde dubbele deur voor auto’s en wagens. Binnen kwam er een schouw met Makkumer steentjes.
 
In 1960 werd de benedenzaal vergroot door uitbouw en het bedrijf werd uitgebreid met hotelaccommodatie. Aan de noordgevel kwam een buitentrap naar de bovenzaal. Tot 1970 werd de Bogt in advertenties hotel Bogt fen Guné genoemd. 

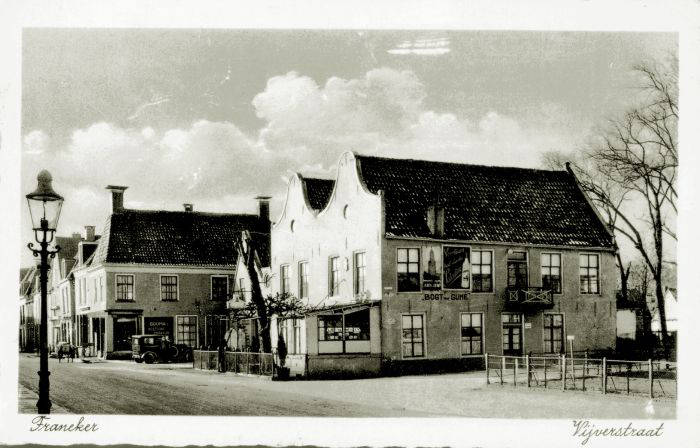
Bogt fen Guné 1934
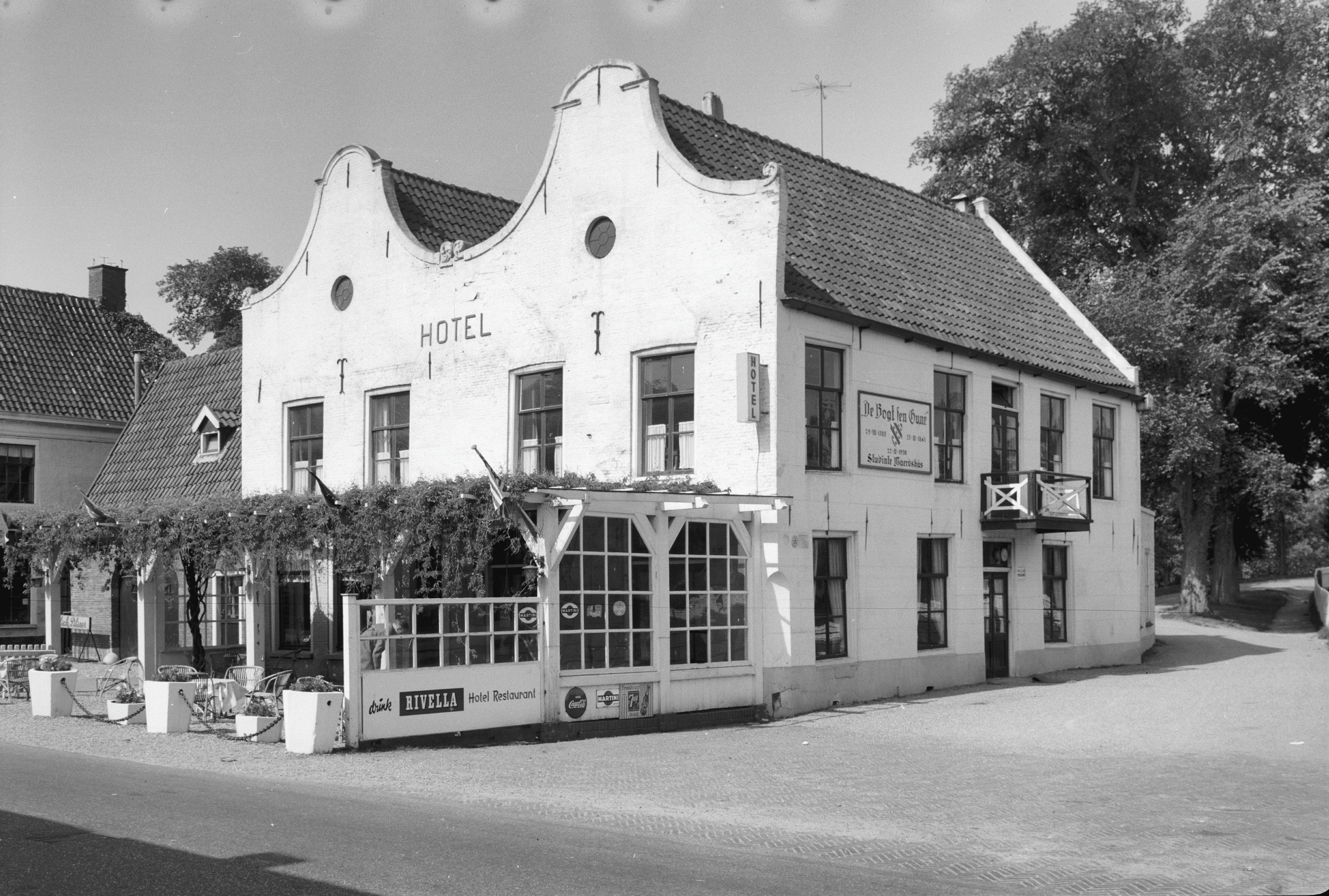
De Bogt fen Guné 1962
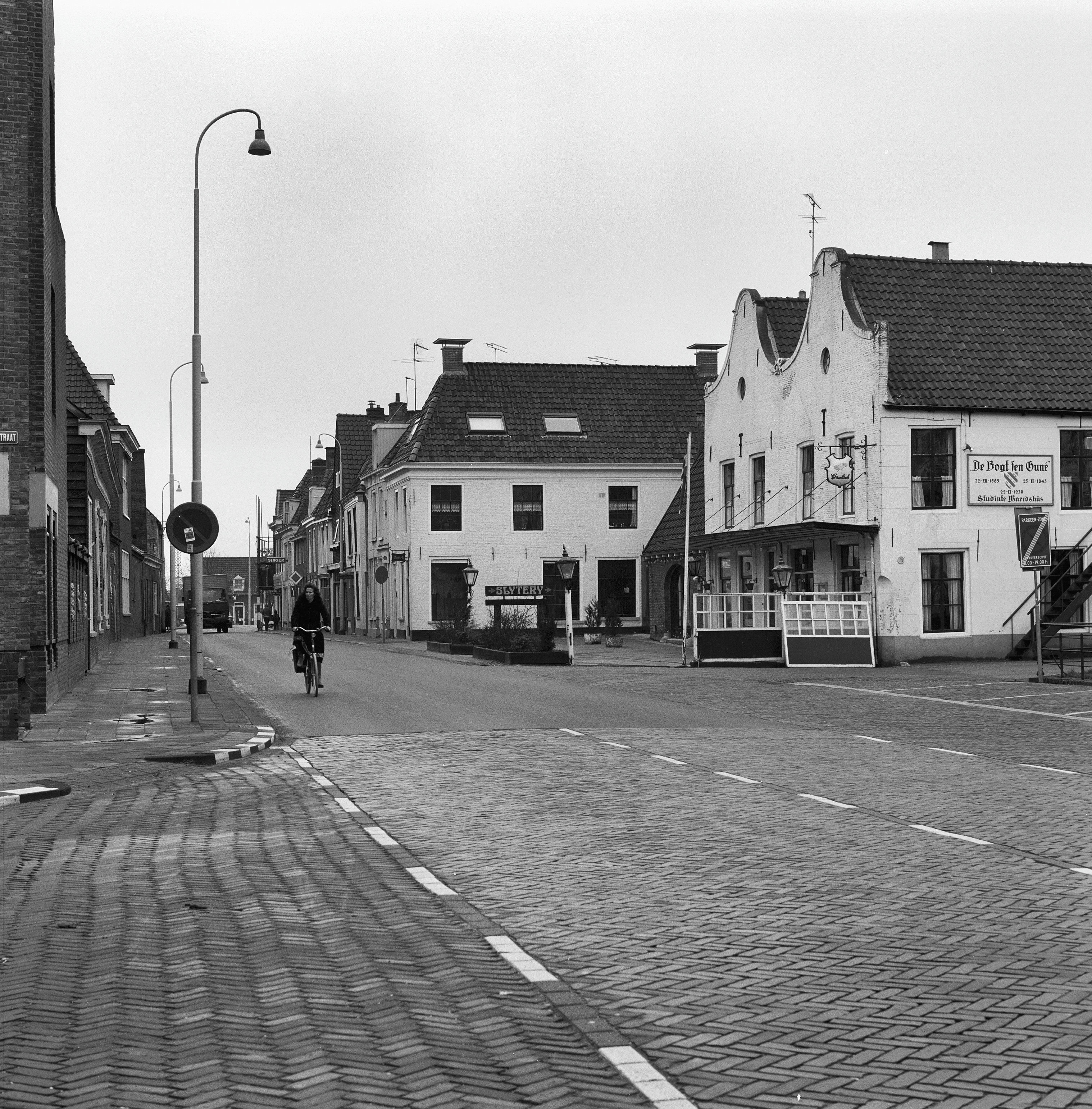
Bogt fen Guné 1980
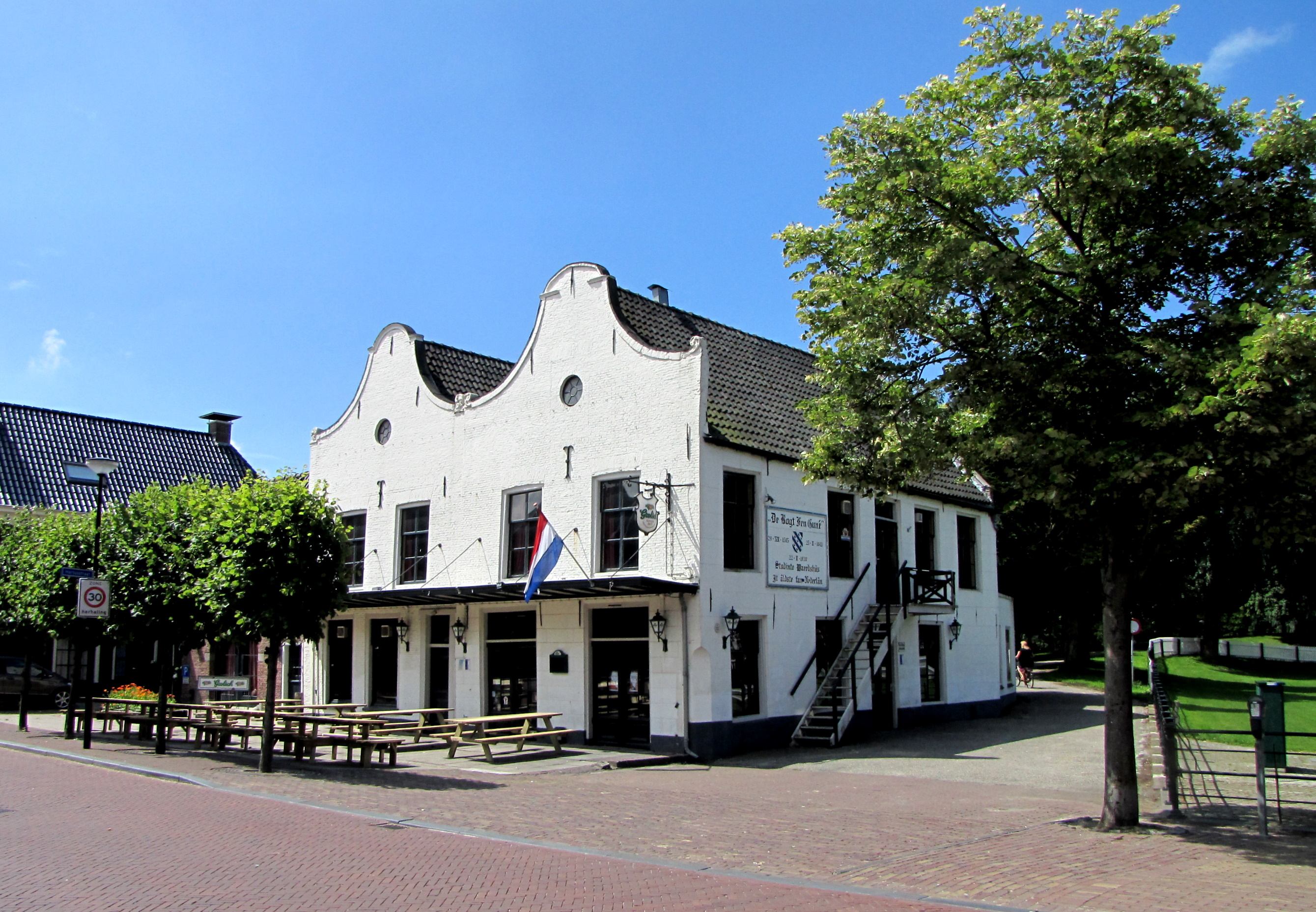
De Bogt fen Guné 2011
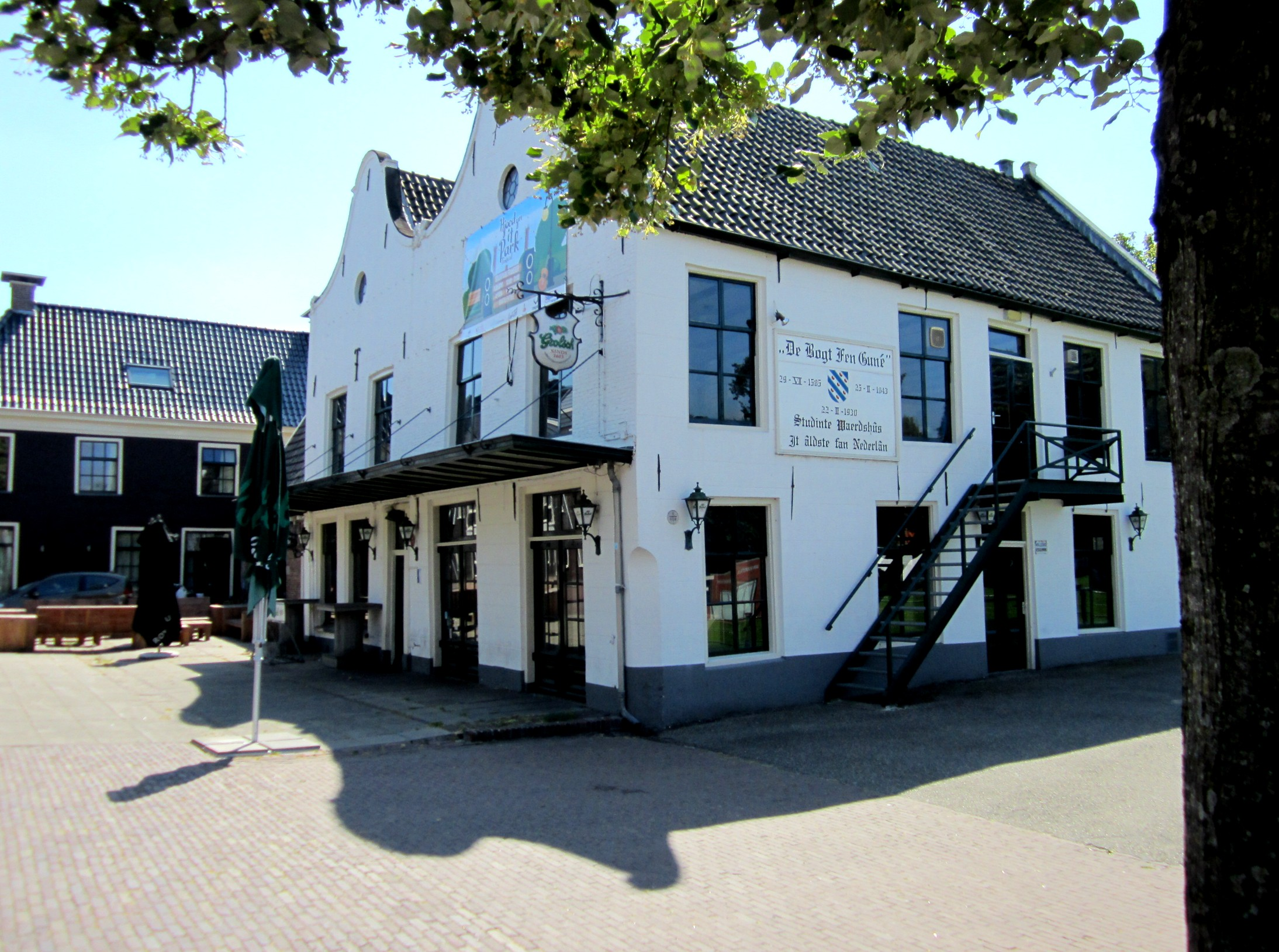
De Bogt fen Guné 2019

## Federaasje fan Fryske Studinteferienings
De in 1930 te Leeuwarden opgerichte Federaasje fan Fryske Studinteferienings nam het initiatief om op 29 en 30 juli 1935 in Franeker te herdenken dat 350 jaar eerder daar de universiteit was gesticht. De tweede dag bezocht het gezelschap o.a. de Bogt, ‘voormalige studentenkroeg’. Dat jaar hield de Federaasje zijn kerstcongres nog in Leeuwarden. Het jaar daarop was het congres in Franeker, in de raadszaal van het stadhuis. Na afloop van de lezingen ging men naar De Bogt. Daar werd besloten dat de oude studentenherberg De Bogt fen Guné het vaste Weardshûs van de Friese studenten zou zijn. Na de grondige opknapbeurt van de Bogt in 1939 werd het etablissement heropend door de Federaasje en de eerste lezing werd in de Bogt gehouden. De rest van het kerstcongres vond plaats in de raadszaal op het stadhuis, zoals in voorgaande jaren. In 1940 werd voor het eerst het gehele kerstcongres in De Bogt gehouden. Het eerstvolgende kerstcongres in Franeker was in 1945. De lezingen werden gehouden in de aula van de Psychiatrische Inrichting, het voormalige academiegebouw. Vanaf 1946 waren de congressen (Kerst en Pasen) in de bovenzaal van De Bogt.
Na het 87e kerstcongres in 2019 zorgde corona voor een onderbreking van de reeks.

## 21e eeuw
In de 21e eeuw ontwikkelde de Bogt fen Guné zich vooral tot een feestcafé. In 2014 werd in een aparte ruimte de sfeer van de oude studentenkroeg weer opgeroepen. Ingelijste professoren kijken vanaf de wand neer op de bezoekers. Opgeknapte kaatswanten van prominente kaatsers zijn verspreid in de ruimte opgehangen. De ruimte werd De Franequer Loskop gedoopt, naar een fantasiefiguur in een boekje dat tegen het eind van de 17e eeuw verscheen om de wereld te waarschuwen voor de verdorvenheid van de jeugd.

Voor de kaatsvereniging Jan Bogstra is de Bogt fen Guné de vaste ontmoetingsplek. De prijzenkast van de vereniging staat in De Bogt.